# Луцій Валерій Флакк (консул 261 року до н. е.)
Луцій Валерій Флакк (*Lucius Valerius Flaccus, д/н  — після 261 до н. е.) — політичний та військовий діяч Римської республіки.

## Життєпис
Походив з патриціанського роду Валеріїв. Син Марка Валерія Флакка, онук Луція Валерія Флакка, начальника кінноти 321 року до н. е.
Про його молоді роки відомо замало. У 261 році до н. е. обирається консулом (разом з Титом Отацілієм Крассом). В цей час тривала Перша Пунічна війна. Діяв з колегою на о. Сицилія проти карфагенян на чолі з Ганноном, проте без особливого успіху, оскільки прибережні міста у західній частині острова не вдалося захопити. Разом з становище римлян в середині Сицилія залишилося міцним. Сприяв побудові римського флоту. Про подальшу долю відсутні відомості.

## Родина
- Публій Валерій Флакк, консул 227 року до н. е.